# 531年
| 千纪： | 1千纪 |
| 世纪： | 5世纪 \| 6世纪 \| 7世纪                                                                                        |
| 年代： | 500年代 \| 510年代 \| 520年代 \| 530年代 \| 540年代 \| 550年代 \| 560年代                                      |
| 年份： | 526年 \| 527年 \| 528年 \| 529年 \| 530年 \| 531年 \| 532年 \| 533年 \| 534年 \| 535年 \| 536年                |
| 纪年： | 辛亥年（猪年）；北魏建明二年，普泰元年，中兴元年；南朝梁中大通三年；高昌章和元年；劉蠡升神嘉七年；元悅更兴二年 |

## 大事记
- 爾朱族人爾朱兆另立元曄為帝，攻入洛陽絞殺北魏孝莊帝。
- 北魏元晔被废，另立元恭為帝，是為北魏節閔帝。